# Luidia maculata
Espèce
Luidia maculata  est une espèce d'étoiles de mer de la famille des Luidiidae.

## Description et caractéristiques
C'est une grande étoile (environ 25 cm de diamètre) assez plane, pourvue généralement de 7 à 9 bras (variable en fonction de la prédation et de la régénération),  souples et effilés. Le disque central est plat et granuleux au toucher, mais ne présente pas de pics (contrairement à Luidia savignyi). Le corps est de couleur sombre, marbré de gris, de brun et parfois de vert (mais parfois uniformément verdâtre), et laisse apparaître de longues épines marginales de couleur claire, très mobiles et qui servent à l'enfouissement dans le sable. Sur la face inférieure, les podia sont longs et nombreux, dépourvus de ventouse. 

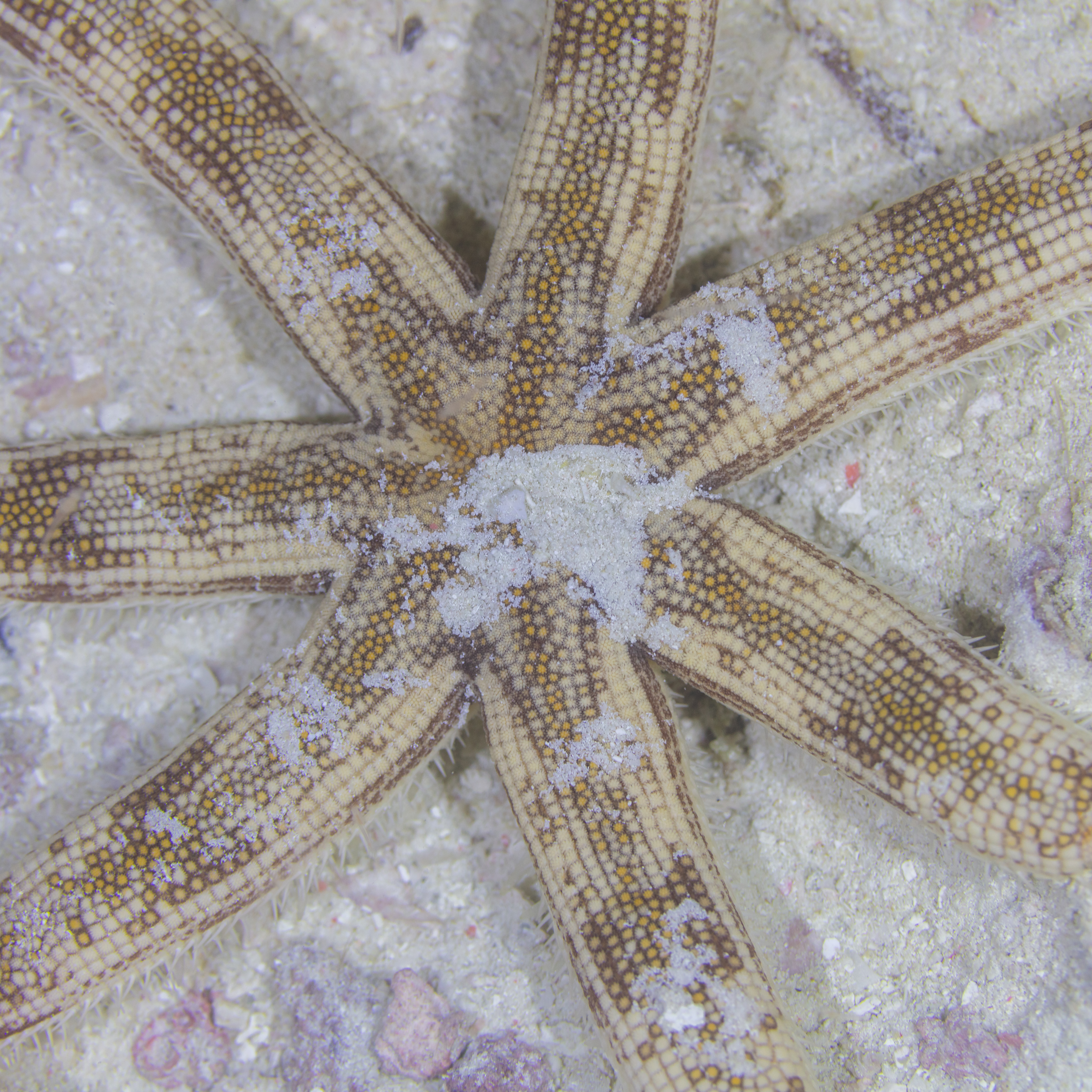
Vue détaillée
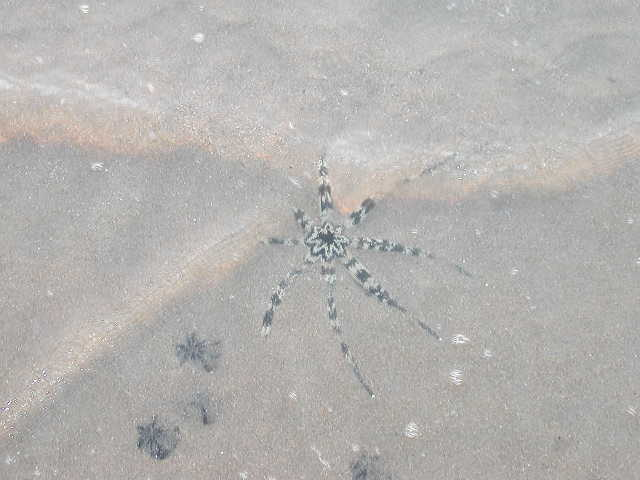
En Thaïlande, partiellement enfouie dans le sable.
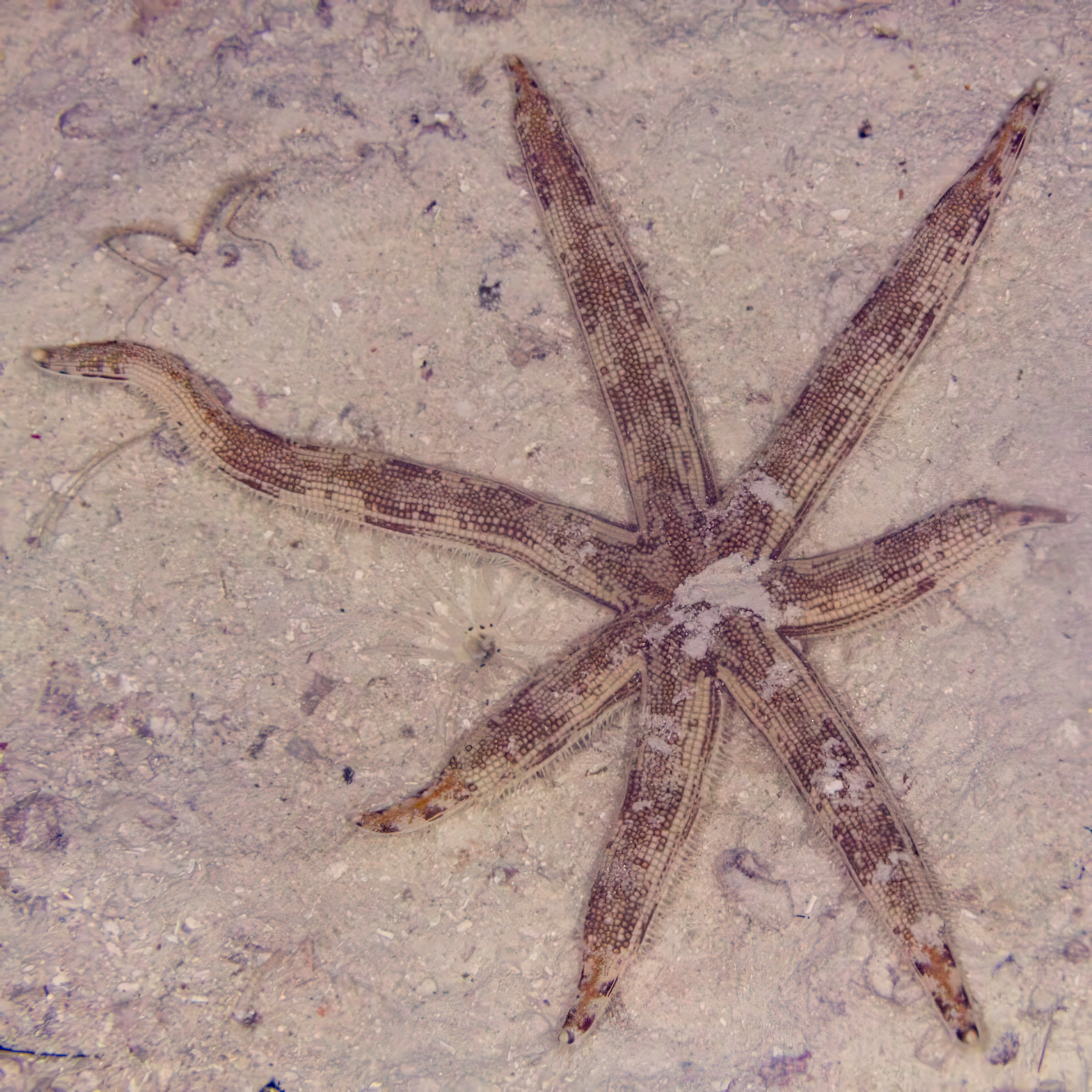
A Tanzanie

## Habitat et répartition
Cette espèce est présente dans presque tout l'Indo-Pacifique tropical, de la Mer Rouge à la Nouvelle-Calédonie. Elle se trouve à des profondeurs allant jusqu'à 35 mètres, principalement sur les sédiments, dans lesquels elle s'enfouit et chasse sa nourriture.